# Джаннини, Стефания
Стефания Джаннини (итал. Stefania Giannini; род. 18 ноября 1960, Лукка, Тоскана) — итальянский лингвист, специалист по дивергенции, сенатор (2013—2018), министр образования, университетов и научных исследований в правительстве Ренци (2014—2016). Заместитель генерального директора ЮНЕСКО (с 2018).

## Биография

### Научная деятельность
В 1991 году стала адъюнкт-профессором (Professore Associato) дивергенции и лингвистики в университете для иностранцев (Перуджа), в 1992—1994 годах возглавляла кафедру фонетики и фонологии в том же университете, с 1994 по 1998 — кафедру социолингвистики. В 1999 году стала ординарным профессором дивергенции и лингвистики и в том же году возглавила новую кафедру общей лингвистики, с 2004 по 2013 год была ректором всё того же университета.

### Начало политической карьеры
24 февраля 2013 года избрана в Сенат от Тосканы. Являлась секретарём фракции «Гражданский выбор для Италии» (Scelta Civica per l’Italia) с 19 марта 2013 по 9 декабря 2013 года (с 27 ноября 2013 года фракция именовалась «За Италию»), после раскола фракции стала 10 декабря 2013 года секретарём фракции «Гражданский выбор с Монти за Италию», которая с 13 декабря 2013 года именуется «Гражданский выбор для Италии». С 7 мая 2013 года — член 7-й постоянной комиссии Сената (общественное образование, культура), с 19 июля 2013 года — член Парламентской комиссии по вопросам детства и отрочества, член Итальянской парламентской делегации в Парламентской ассамблее Центрально-европейской инициативы с 4 июля по 21 октября 2013 года, с 22 октября 2013 года возглавляет делегацию; член Комитета по делам итальянцев за границей с 5 июня 2013 года.
16 ноября 2013 года на ассамблее партии «Гражданский выбор» избрана секретарём и политическим координатором партии. 4 июня 2014 года, после провала «Гражданского выбора» на европейских выборах 2014 года (партия не получила ни одного мандата) объявила об отставке с должностей политического координатора партии и секретаря фракции в Сенате.

### Министр образования, университетов и научных исследований в правительстве Ренци

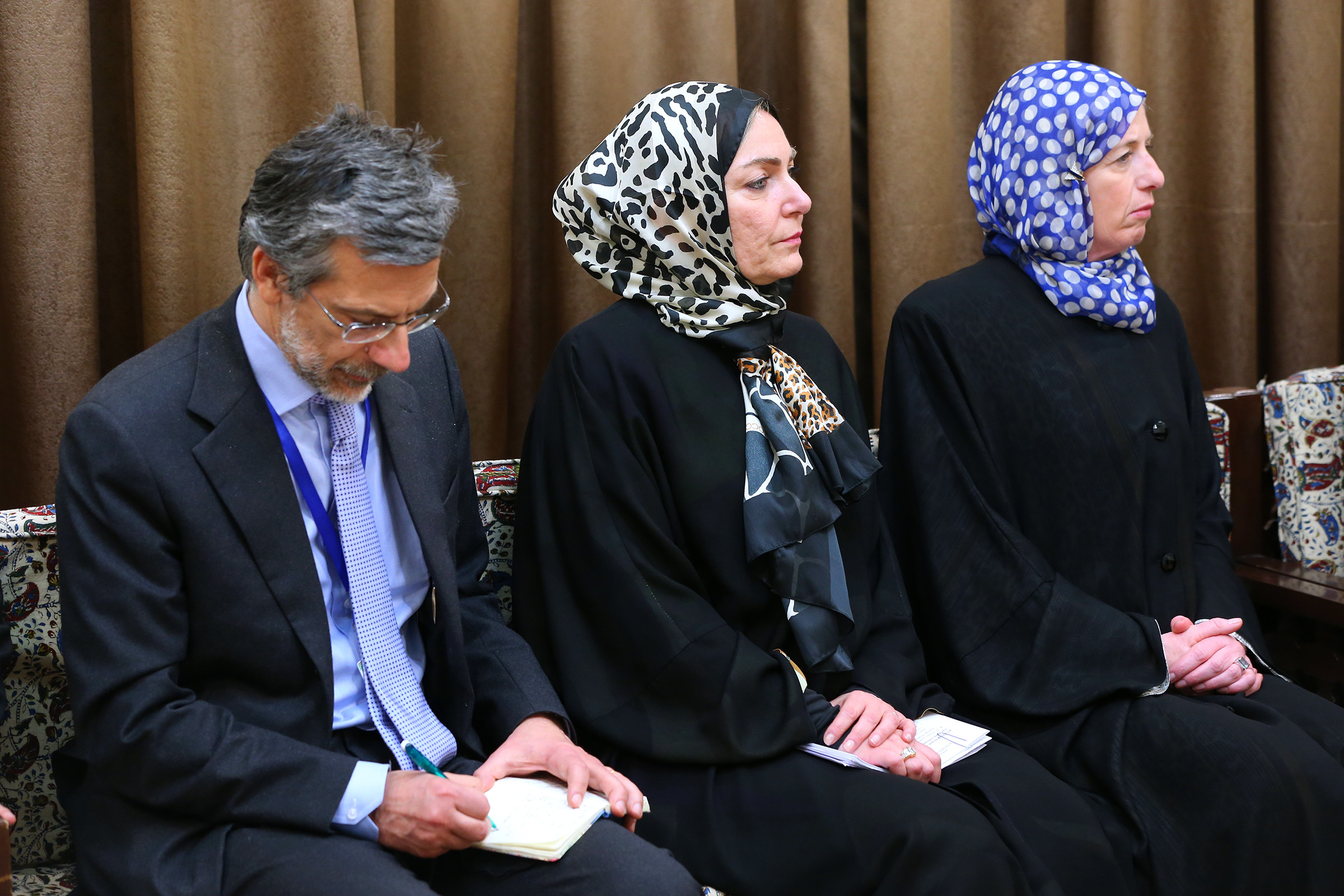
Стефания Джанини (справа) и другие члены кабинета Ренци в Иране на приёме у духовного лидера страны Али Хаменеи 12 апреля 2016 года.

22 февраля 2014 года вошла в состав правительства Ренци в должности министра образования, университетов и научных исследований.
20 мая 2014 года Джаннини объявила о введении новых правил зачисления в высшие учебные заведения Италии: вступительные экзамены отменяются, решение о приёме абитуриента принимается по итогам первого года обучения.
18 августа 2014 года Джаннини привлекла внимание всей Италии, ответив отказом на предложение мэра коммуны Форте-дей-Марми в Тоскане Буррати перенести начало занятий в школах и начать учебный год с школьных экскурсий как меры преодоления кризисного состояния туристической отрасли.
7 февраля 2015 года, находясь в Милане, где завершалась подготовка к Всемирной выставке 2015 года, Джаннини объявила о переходе в Демократическую партию (параллельно такой же переход совершил Карло Календа). При этом она обвинила Марио Монти, отошедшего от руководства Гражданским выбором в 2013 году, в провале партии на европейских выборах 2014 года и в утрате ею политических перспектив.
12 марта 2015 года правительство одобрило законопроект о реформе школы, получивший название La buona scuola (Хорошая школа), 9 июля 2015 года Палата депутатов одобрила его в окончательной редакции.
12 декабря 2016 года после отставки Маттео Ренци было сформировано правительство Джентилони, в котором Джаннини не получила никакой должности.

### После ухода из итальянской политики
29 марта 2018 года назначена заместителем генерального директора ЮНЕСКО.

## Награды
Великий офицер ордена «За заслуги перед Итальянской Республикой» (28 февраля 2011 года).

## Критика
17 марта 2014 года Финансовая гвардия начала проверку документов ректората Университета для иностранцев в Перудже в рамках расследования против его бывшего ректора Стефании Джаннини по подозрению в причинении ущерба государству в объёме 525 тыс. евро, что связано с созданием кулинарной школы при университете. 9 декабря 2014 года Джаннини была вызвана в суд по обвинению в причинении ущерба государству в размере 420 тыс. евро. По утверждению следствия, 8 апреля 2008 года ректор Джаннини предложила совету директоров университета сдать помещения университета на виа Скортичи площадью 432 м². компании Il circo del gusto из Фолиньо с целью организации упомянутой школы итальянского кулинарного искусства, но до июня 2010 года эти площади не использовались, а впоследствии с апреля по август 2011 года компания не выплачивала университету положенных сумм.
24 февраля 2014 года газета il Tempo опубликовала статью Аугусто Парбони, в которой утверждалось, что 8 ноября 2011 года ректор Джаннини совершила полёт в Брюссель вместе с известным комиком и актёром Роберто Бениньи, который выступал в Европейском парламенте со своими театрализованными лекциями о творчестве Данте в рамках тура, посвящённого 150-летию объединения Италии. По утверждению журналиста, рейс частного самолёта Falcon 20 стоимостью 16 400 евро был оплачен университетом Перуджи.